# Французький ренесанс
Французький Ренесанс (фр. Renaissance française) — термін, що використовується істориками, культурологами і мистецтвознавцями для опису досягнень в культурі та мистецтві Франції кінця XV - початку XVII століття. Французький Ренесанс пов'язаний з панєвропейським Ренесансом, що зародився в Італії в XIV столітті. Початок французького Відродження відноситься до середини XV століття або ж, за іншою версією, до початку французького вторгнення в Італію в 1494 році під час правління Карла VIII, а кінцем цього періоду вважають смерть Генріха IV в 1610 році.
Правління Франциска I (1515-1547) і його сина Генріха II (1547-1559), як правило, вважається вершиною французького Відродження. Після загибелі Генріха II в лицарському турнірі, країною правила його вдова Катерина Медічі та її сини Франциск II, Карл IX і Генріх III, і, хоча ренесанс продовжував розвиватися, Франція в цей час потерпала від релігійних воєн між гугенотами і католиками.
Для Франції доби Ренесансу були характерні такі події та процеси як-то зародження абсолютистських тенденцій, поширення гуманістичного світогляду, дослідження «Нового світу», запозичення з Італії та розвиток власних нових методів в сфері друку, архітектури, живопису, скульптури, музики, наук, народної літератури, а також розробка нових правил етикету та ораторського мистецтва.

## Зародження Ренесансу у Франції
Культура французького Відродження зародилася і розвивалася в період завершення об'єднання королівства, що характеризувався також дедалі більшим розвитком торгівлі, перетворенням Парижа в політичний і культурний центр, до якого тяжіли найвіддаленіші провінції.
Починаючи з XVI століття французький королівський двір стає одним із найблискучіших дворів Західної Європи. Короля Франциска I через його поетичні обдарування nа здатність цінувати письменницький талант у інших людей називали «батьком красного письменства». Під впливом італійських походів король Франції, його сестра Маргарита Наваррська та люди, що їх оточували, стали приділяти багато уваги античному надбанню - творам античних авторів, античній скульптурі, класичній латинській мові.